# 톰마소 캄파넬라

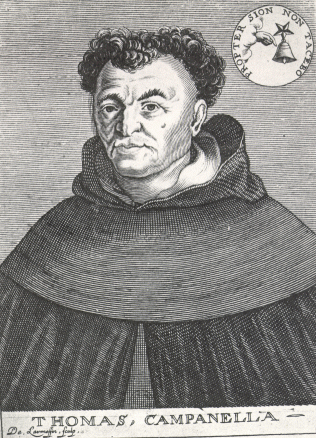
톰마소 캄파넬라

톰마소 캄파넬라(Tommaso Campanella, 1568년~1639년)는 이탈리아의 투쟁가, 철학자이다. 1568년 남이탈리아 칼라브리아의 스틸로 근처에서 출생하였다. 유토피아 이야기인 <태양의 나라>의 저자로서 유명하다.
13세로 스틸로의 성 도미니크회 수도원에 들어갔다. 20세에 탁발 수도승이 되었고, 나폴리의 산 졸조 수도원으로 옮겼으며, 또 코센차로 가게 되었다. 이때 그는 아리스토텔레스의 목적론을 비판하는 논문을 기술하였고, 신플라톤주의에 근거한 기계론을 설파하였는데, 유물론을 설파하는 텔레시오의 설에 마음이 끌려 <감각철학(感覺哲學)>을 썼다가 종교재판에 회부되었다. 그 후 10년간 이탈리아 각지를 방랑하였다. 고향에 돌아와서부터는 남이탈리아를 스페인의 압제하에서 해방하여 신정정치(神政政治)에 의한 이상국가를 건설하는 운동에 종사하였으나 1599년에 폭동 음모가 발각되어서 총 일곱 차례의 고문을 받은 후 종신형을 선고받았는데, 이후 27년간을 투옥 생활로 보냈다. 이 시기에 주요 저서인 <태양의 나라>와 <갈릴레이 변호론><합리철학> 등을 썼다. 1629년에 석방되어 프랑스의 루이 13세의 초청을 받아 파리의 산트레노 수도원으로 가서 조용한 말을 보냈다.

## 같이 보기
- 천년왕국